# 上万力村
上万力村（かみまんりきむら）は山梨県東山梨郡にあった村。現在の山梨市万力にあたる。

## 地理
- 河川：笛吹川

## 歴史
- 1889年（明治22年）7月1日 - 町村制の施行により、近世以来の上万力村が単独で自治体を形成。
- 1942年（昭和17年）7月1日 - 平等村と合併して山梨村が発足。同日上万力村廃止。

## 交通

### 鉄道路線
村域を鉄道省中央本線が通過したが、駅は所在しなかった。

## 名所・旧跡・観光スポット・祭事・催事
- 万力林